# Gjermundbuhelm

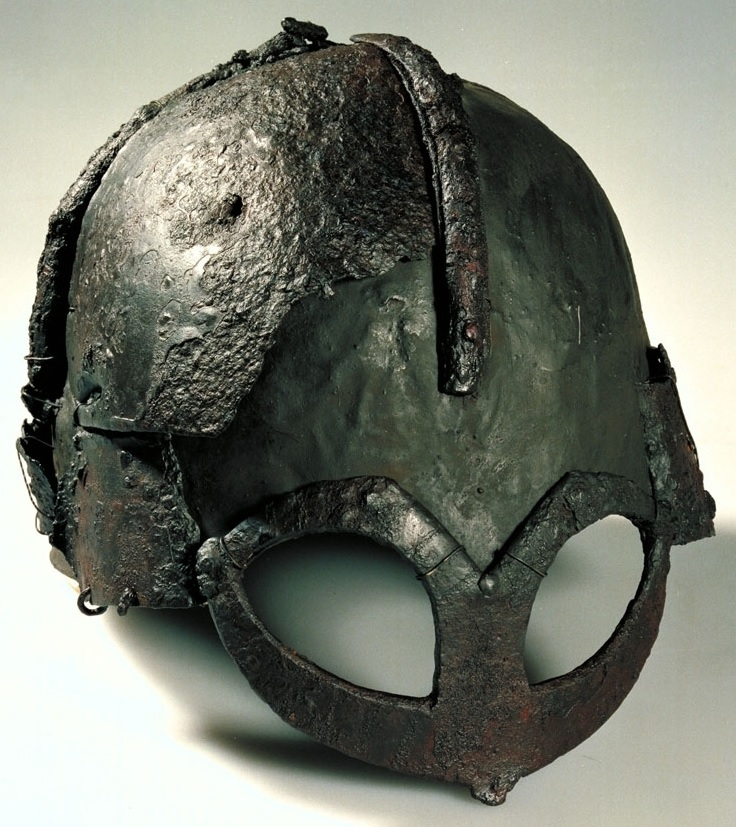
de Gjermundbuhelm

De Gjermundbuhelm (Noors: Gjermundbuhjelmen) is een helm uit de Vikingtijd van omstreeks 950-975, gevonden in een grafveld bij de boerderij Gjermundbu in Haugsbygd, gemeente Ringerike, Noorwegen.
De helm is redelijk intact bewaard. Hij heeft een brilvormige gezichtsbescherming en moet van een belangrijk persoon zijn geweest. Er werden niet veel helmen gevonden uit deze periode, wat erop kan wijzen dat de Vikingen meestal geen helm droegen in oorlog en gevechten.
De helm werd per toeval gevonden in 1943. Pas later werden medewerkers van de Universiteit van Oslo op de hoogte gebracht. Conservator Sverre Marstranden en museumassistente Charlotte Blindheim leidden een onderzoek die het bestaan van een grafruimte van historische waarde bevestigde. De Gjermundbu-vondsten bevatten meerdere voorwerpen, waaronder wapens. De helm werd gevonden in negen delen en werd gerestaureerd. Hij is gemaakt van ijzer in vier delen en is verhoogd.
De helm is te zien in het Museum voor Cultuurgeschiedenis van de Universiteit van Oslo.
Samen met het Tjele-helmfragment, twee fragmenten uit Gotland en een fragment uit Kiev, is het een van de weinige bekende Viking-helmen die kon worden gereconstrueerd.